# Dino Barsotti
Pour les articles homonymes, voir Barsotti.
Dino Barsotti, né le 1er janvier 1903 à Livourne et mort le 12 juin 1985, est un rameur d'aviron italien.

## Carrière
Dino Barsotti participe aux Jeux olympiques de 1932 à Los Angeles. Il remporte la médaille d'argnt en huit, avec Vittorio Cioni, Mario Balleri, Renato Bracci, Renato Barbieri, Roberto Vestrini, Guglielmo Del Bimbo, Enrico Garzelli et Cesare Milani.
Il obtient une deuxième médaille d'argent olympique en 1936 à Berlin avec Guglielmo Del Bimbo, Enrico Garzelli, Cesare Milani, Oreste Grossi, Enzo Bartolini, Mario Checcacci, Dante Secchi et Ottorino Quaglierini.